# Ommatius chrysopilus
Ommatius chrysopilus là một loài ruồi trong họ Asilidae. Ommatius chrysopilus được Oldroyd miêu tả năm 1972. Loài này phân bố ở miền Ấn Độ - Mã Lai.